# Lázár Erzsébet (evezős)
Lázár Erzsébet, románul: Elisabeta Lazăr (Arad, 1950. augusztus 22. –) olimpiai bronzérmes román evezős.

## Pályafutása
1970 és 1973 között két Európa-bajnoki arany- és egy ezüstérmet nyert. 1974-ben a luzerni világbajnokságon ezüstérmes lett. Az 1976-os montréali olimpián bronzérmet szerzett társaival. Nemzetközi sikereit minden esetben négypárevezősben érte el.

## Sikerei, díjai
- Olimpiai játékok – négypárevezős
  - bronzérmes: 1976, Montréal
- Világbajnokság – négypárevezős
  - ezüstérmes: 1974
- Európa-bajnokság – négypárevezős
  - aranyérmes (2): 1970, 1971
  - ezüstérmes: 1973